# Haber-Boschov postupak
Haber-Boschov postupak, Haber-Boschov proces ili samo Haberov proces naziv je postupka umjetne nitrogenske fikascije kojim se u kemijskoj industriji dobiva amonijak. Nazvan je prema njemačkim kemičarima Fritzu Haberu i Carlu Boschu koji su ga razvili i usavršili u prvoj polovici 20. stoljeća. Postupkom iz atmosferskog dušika (N2) i vodika (H2), djelovanjem metalnog katalizatora (željeza) pod visokom temperaturom i tlakom, nastaje amonijak (NH3):

pod uvjetima: t = 500 °C, p = 20 MPa  Haber-Boschov postupak bio je puno isplatljiviji i produktivniji od prethodnih pokušaja dobivanja industrijskog amonijaka, kao što su, krajem 19. stoljeća bili Frank-Carov ili Birkeland–Eydeov postupak, te je doveo do brže, lakše i masovnije proizvodnje amonijaka u kemijskoj industriji. Za ovo otkriće Fritz Haber dobio je 1918. godine Nobelovu nagradu za kemiju.
Haberov postupak omogućio je Njemačkom Carstvu masovnu proizvodnju amonijaka za izradu eksploziva tijekom Prvog svjetskog rata, nakon Savezničke blokade trgovine natrijevim nitratom (NaNO3) iz Čilea.

## Poveznice
- Nitrogenska fiksacija